# Пролетарский (Вологодская область)
Пролетарский — посёлок в Вожегодском районе Вологодской области.
Входит в состав Явенгского сельского поселения, с точки зрения административно-территориального деления — в Явенгский сельсовет.
Расстояние до районного центра Вожеги по автодороге — 18,5 км, до центра муниципального образования Базы по прямой — 1,4 км. Ближайшие населённые пункты — База, Новая, Покровское, Пожарище, Сорогинская, Федяшинская.
По переписи 2002 года население — 419 человек (190 мужчин, 229 женщин). Преобладающая национальность — русские (97 %).